# 's-Gravenpolder (dorp)
's-Gravenpolder is een dorp in de gemeente Borsele in de Nederlandse provincie Zeeland. Het dorp heeft 4.740 inwoners (1 januari 2023) en is daarmee de tweede kern van de gemeente. Tot 1970 was 's-Gravenpolder een zelfstandige gemeente, waartoe ook de in 1816 opgeheven gemeente Zwake behoorde.

## Ontstaan en naam
De oudste vermelding vinden we in een oorkonde uit 923, waarin de leenroerigheid van Egmond, Fortrapa, Kinheim (Kennemerland) en Wasda (Land van Waas) wordt omgezet in eigen bezit van graaf Dirk I. Daarmee kreeg graaf Dirk I het gehele kustgebied van Egmond tot Bodelo <den Grave> in het Land van Waes in eigendom. Hierbij zij aangetekend, dat Kinheim circa 800 de benaming was van het gehele Hollandse kustgebied van Egmond tot de rivier of zeearm de Kinne of Kene bij Schipluiden (naamgever van Kinheim, Kennemerland) en dat Fortrapa aanvankelijk de benaming is geweest van het tussengebied tussen de Kene en het Waasland, en de Zuid-Hollandse en Zeeuwse eilanden omvatte. In de Rijmkroniek van Melis Stoke (1290-1305) wordt de naam Fortrapa omgezet in Voertrappen (= Voortrappen).
Ten noorden van 's Gravenpolder liep de zuidgrens van het Graafschap Holland. Zeeland was toen nog betwist gebied tussen de graven van Holland en de graven van Vlaanderen. In 1316 werd door graaf Willem III van Holland opdracht gegeven om de schorren voor de kust van Voortrappen te bedijken. De nieuwe polder werd "des Graven poldere van Voortrappen" genoemd en bleef tot 1430 in het bezit van de graven van Holland. De nederzetting die in de polder ontstond kreeg aanvankelijk dezelfde naam, maar de toevoeging Voortrappen verdween toen deze plaats ontvolkte. Voortrappen lag aan De Zwake, een zeearm, die de eilanden Borselen en Zuid-Beveland van elkaar scheidde. In 1445 werd ter hoogte van 's Gravenpolder een dam dwars door De Zwake gelegd (de huidige Lenshoekdijk), waardoor beide eilanden met elkaar verbonden werden.

## Ambachtsheerlijkheid
In de Gravenpolder stond het kasteel Poelvoorde, dat in 1386 werd genoemd toen eigenaar Claes van Borsele van Cortgene het slot opdroeg aan graaf Albrecht van Beieren en weer in leen terug ontving. Mogelijk was Claes betrokken bij het beheer van de polder namens de graaf, die eigenaar was van de polder. De ambachtsheerlijkheid 's-Gravenpolder werd in 1430 door gravin Jacoba van Beieren in leen uitgegeven aan haar hofmeester, Willem de Bye. Mogelijk bewoonde hij toen ook het kasteel. In 1438 verkocht hij de heerlijkheid weer.
Later was de heerlijkheid eigendom van leden van het geslacht Van der Nisse, die diverse heerlijkheden bezat zoals Nisse, Sinoutskerke en Baarsdorp.
Van de geslachten Hayman en Ockersen vererfde de ambachtsheerlijkheid 's Gravenpolder later aan het adellijke geslacht Van Citters. In 1816 werd de ambachtsheerlijkheid verkocht aan François Rademacher en in 1863 aan Jacobus Hendrik Lodewijk Vader, waarna deze vererfde in de familie (Van Voorst) Vader. In 1951 werd P.J.L. Van Hoeken door koop eigenaar en voert vanaf dat moment de naam "Van Hoeken van 's Gravenpolder".
Bij de ruilverkaveling De Poel-Heinkenszand, waar ‘s-Gravenpolder onderdeel van maakte, zijn de bermen horend bij ambachtsheerlijkheden steeds overgedragen aan het waterschap, onder voorbehoud van de ambachtsheerlijke rechten. De bermen van ‘s-Gravenpolder zijn echter tot op heden eigendom gebleven van de familie Van Hoeken van ‘s-Gravenpolder. Dit levert de unieke situatie op dat een van de weinige ambachtsheerlijkheden is in Nederland waarvan de laatmiddeleeuwse grondeigendom nog in tact is.

## Vlag
De vlag bestaat uit drie horizontale banen in de kleuren van het wapen en werd door de gemeenteraad bevestigd op 6 april 1954.

## Bezienswaardigheden

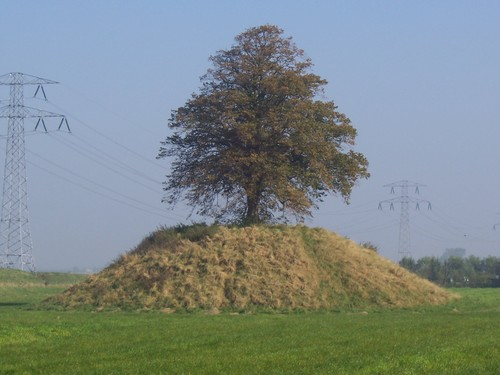
't Hof Blaemskinderen

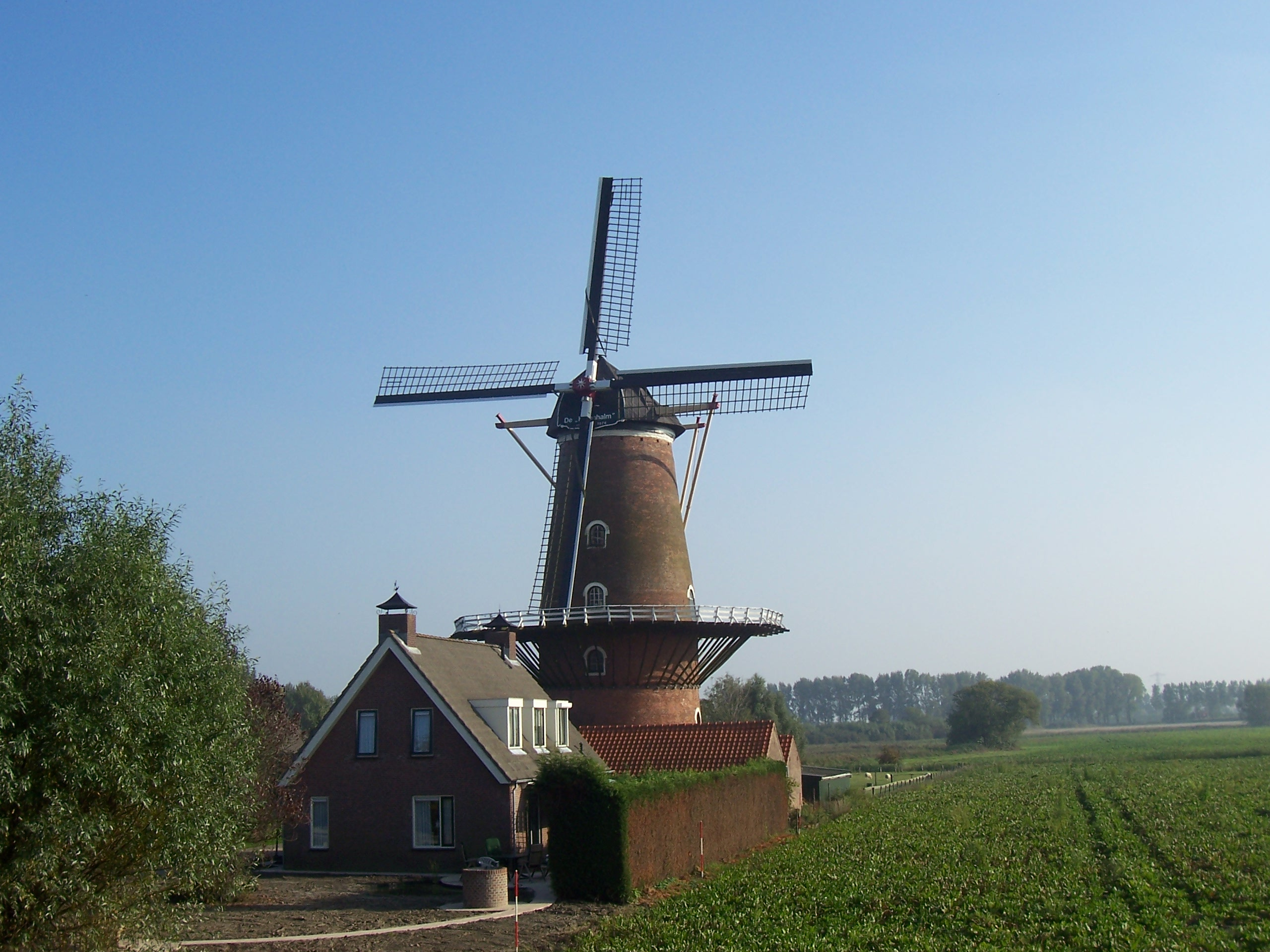
De Korenhalm

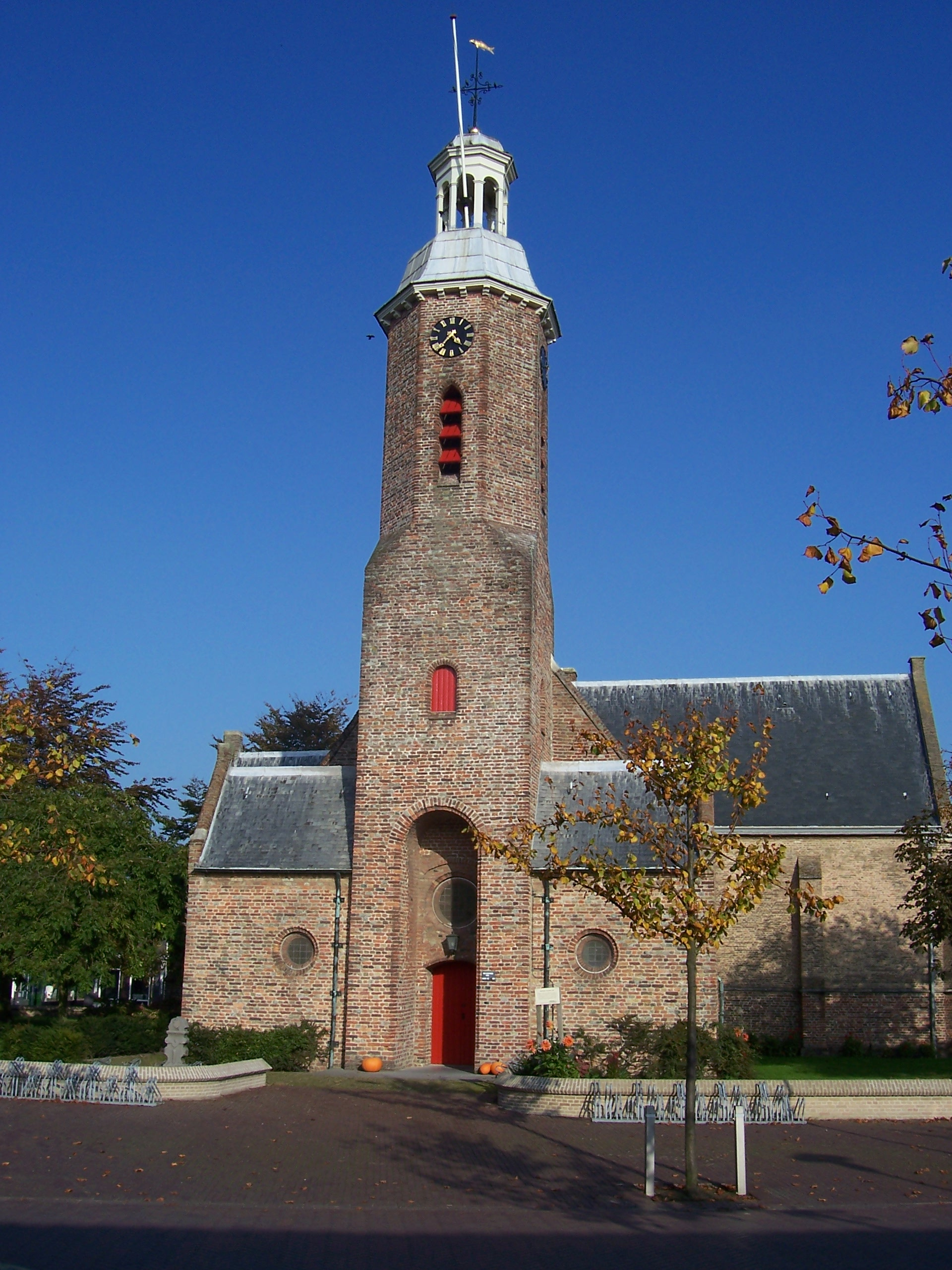
Hervormde kerk uit de 15e eeuw

Ten noorden van de dorpskern ligt de Vliedberg 't Hof Blaemskinderen, ongeveer 5 meter hoog, met bovenop een lindeboom.
Midden in het dorp staat de gotische Sint-Martinuskerk uit de 14e eeuw. Aan de rand van het dorp staat molen De Korenhalm uit 1876, die nog steeds in gebruik is. Ten zuiden van het dorp ligt het natuurgebied de Zwaakse Weel.

## Recente geschiedenis

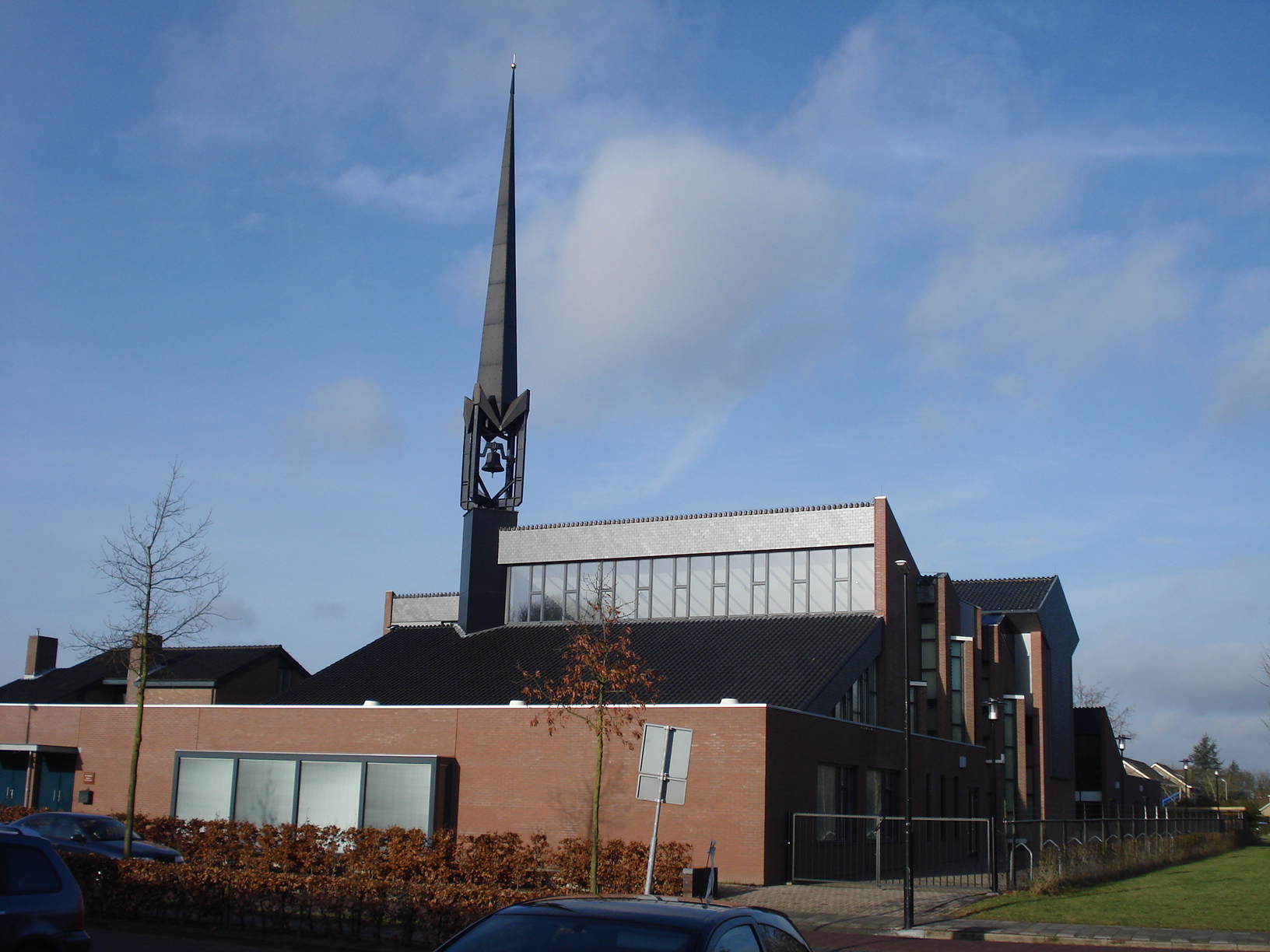
De Elimkerk

Een groot deel van de bevolking van 's-Gravenpolder is lid van de Gereformeerde Gemeente. De Elimkerk van dit kerkverband is een van de grotere kerken van Nederland, gemeten naar het aantal zitplaatsen; 1.524 stuks. Bij de Tweede Kamerverkiezingen van 2012 behaalde de SGP net geen meerderheid van de stemmen in het dorp, 46,7%.
Tot de voorzieningen in het dorp behoren onder andere drie basisscholen, een bibliotheek, een supermarkt, een drogisterij, twee snackbars, een sporthal, een slager, een bakker, een Chinees restaurant en een jeugdsoos.

## Sport
's-Gravenpolder heeft meerdere sportverenigingen; een voetbalclub (S.V. Apollo '69), een tennisclub (T.V. Goblin), een biljartvereniging, een handboogvereniging en een gymnastiekvereniging.

## Geboren
- Charles Winckel (1882-1959), arts
- Petrus Philippus Paul (1892-1960), politicus
- Emma Heesters (1996), zangeres